# Dysphania hyperedys
Dysphania hyperedys là một loài bướm đêm trong họ Geometridae.